# 赫伊屈爾·海拉爾·哈克松
赫伊屈爾·海拉爾·哈克松（Haukur Heiðar Hauksson，1991年9月1日—）是冰島的一位職業足球選手，在場上的位置是右後衛。他於2015年開始效力於AIK足球會。他也是冰島國家足球隊的成員，並且入選了冰島2016年歐洲國家盃參賽名單。